# Медальоны Фёдора Толстого
Медальоны Толстого — серия из 20 классицистических рельефов, созданных русским художником-медальером и скульптором графом Ф. П. Толстым после победы России в Отечественной войне 1812 года с аллегорическими сценами на темы войны 1812 года и заграничных походов русской армии в 1813—1814 годах. Серия была начата в 1814 и закончена им в 1836 году.
Медальоны пользовались большой популярностью, принеся своему автору широкую известность. Считается, что этот цикл — лучшее произведение русского медальерного искусства XIX века.
Это наиболее известная из нескольких серий медальонов (медалей) на тему победы русского оружия, созданных Толстым.

## История создания
Работа над медальонами длилась более 20 лет, причем не по государственному заказу, а по собственной инициативе.

«Я русский и горжусь сим именем, — писал Ф. П. Толстой в дни Отечественной войны, — желая участвовать в славе соотечественников, желая разделить её… я дерзнул на предприятие, которое затруднило бы и величайшего художника. Но неслыханная доселе слава наших дней… может и посредственный талант так одушевить, что он вниидет во врата грядущих времен… я решился передать потомкам слабые оттенки чувств, меня исполнявших, пожелал сказать им, что в наше время каждый думал так, как я, и каждый был счастлив, нося имя русского».

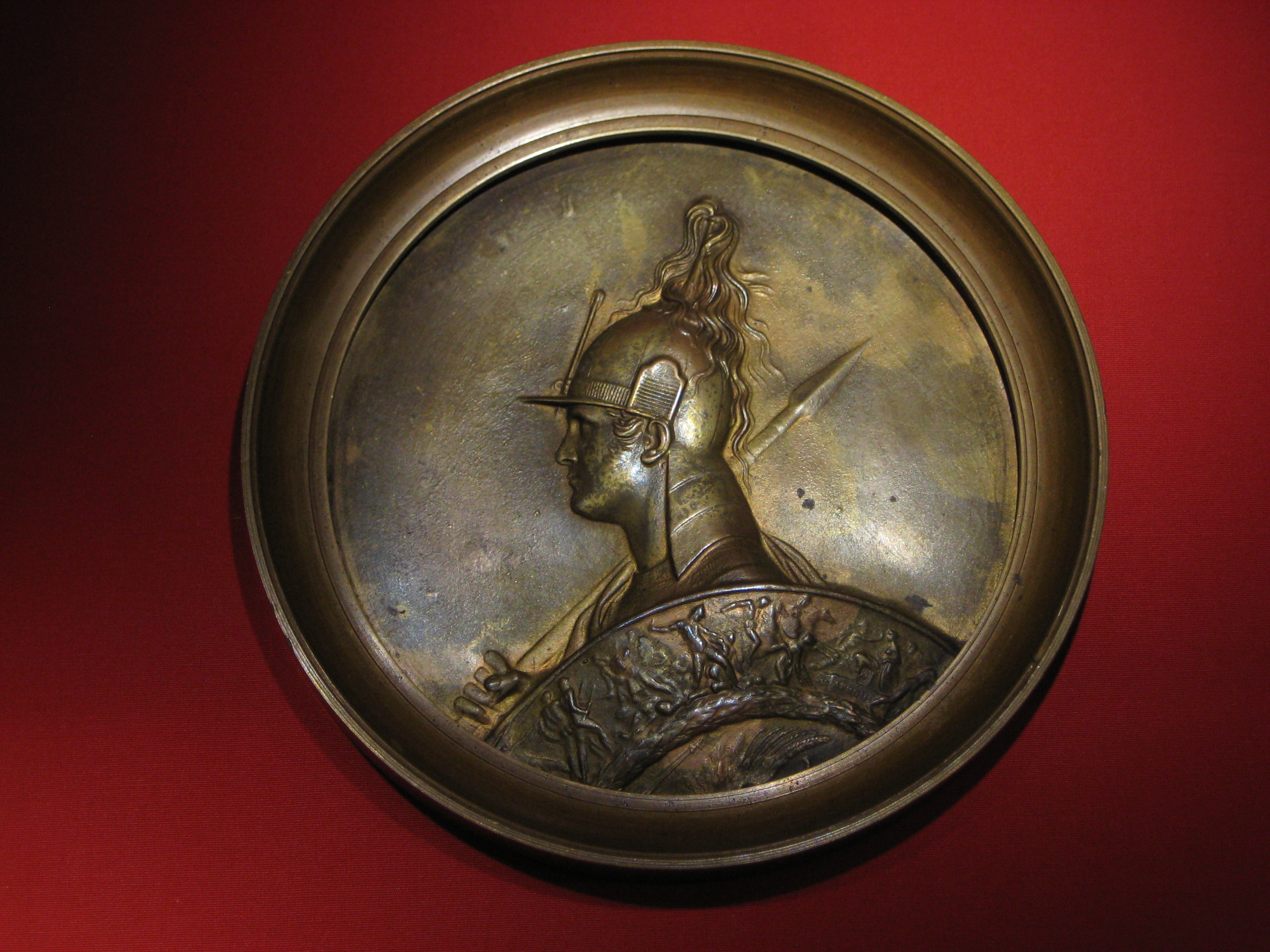
«Родомысл» — первая медаль, сделанная Толстым

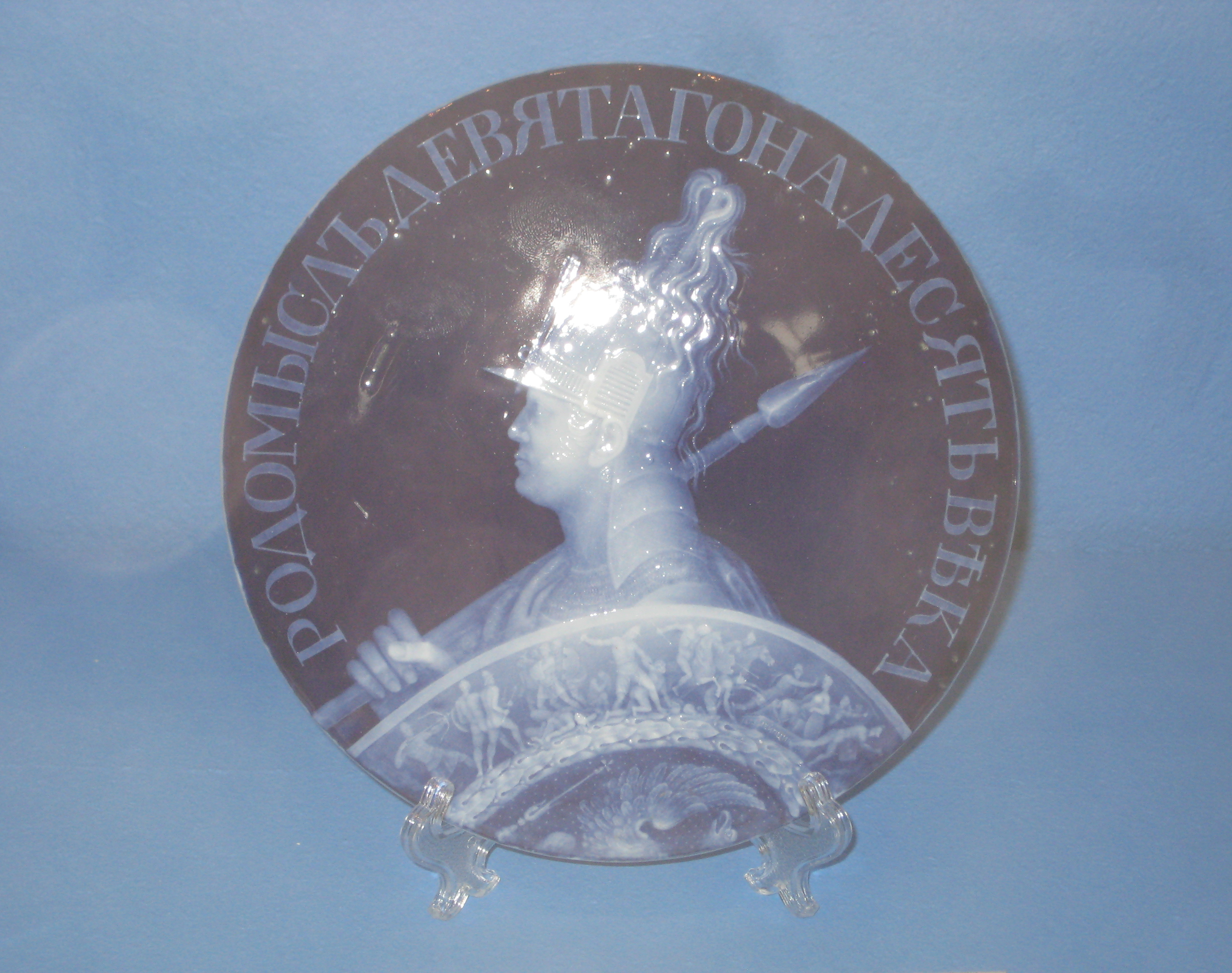
Фарфоровая копия, 1890-е.

В июне 1816 года Толстой обратился к А. Шишкову, президенту Академии наук, показав ему уже изготовленную медаль «Родомысл» и рассказав о своём желании сделать ещё 19 подобных медалей. Рисунки были уже готовы. Комиссия академии утвердила проект медалей, выделила для них средства. Аверс у всех медалей должен был быть единый — с изображением Александра-Родомысла. В 1818 году в Петербурге была отпечатана книга с гравюрами проектируемых медалей. Гравюры были выполнены знаменитым мастером Уткиным. Текст в книге подписан инициалами А. Ш., вероятно, написан Шишковым. Рисунки проектов имеют некоторые расхождения с конечным результатом.
Толстой сначала делал рисунок, а потом ваял рельеф из розового воска на черных сланцевых аспидных досках. Оригиналы хранятся в отделе скульптуры Русского музея (размер круга на свету 16х16; в раме - 26х26), там же есть авторские повторения в гипсе и мастике.
Следом с оригиналов вырезали штампы и отливали гипсовые слепки на голубом фоне. Они были выполнены также в фарфоре, воспроизводились и в бронзе. Характерная черта — восьмиугольные рамы.
Медальеры С.-Петербургского монетного двора А. Клепиков и А. Лялин в период с 1834—37 гг. вырезали по Толстовским образцам штемпели для чеканки серии медалей (диаметр 65 мм).

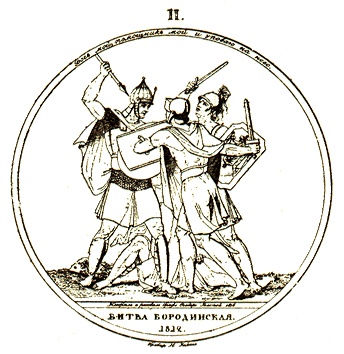
Гравюра Уткина (1818)
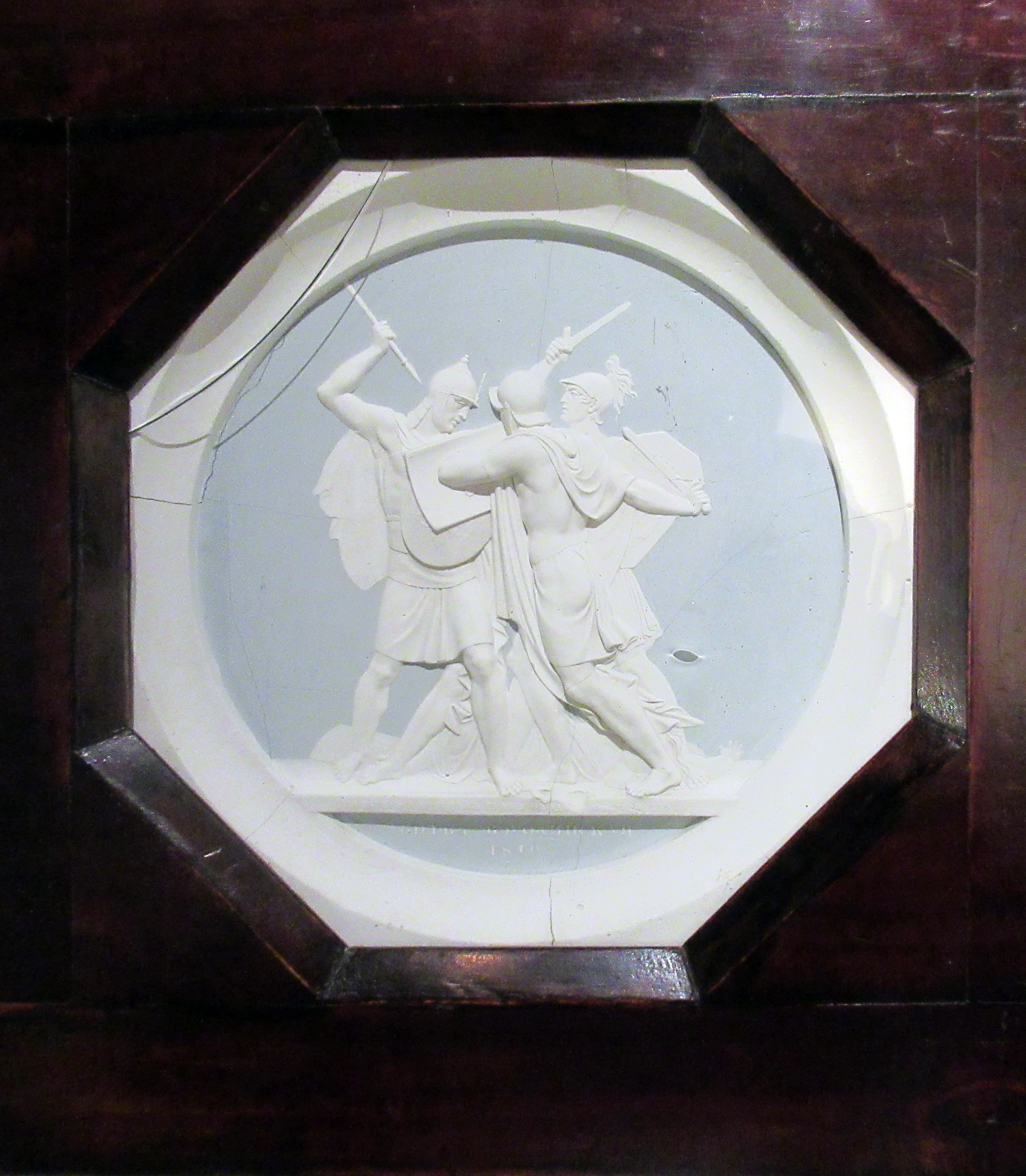
Гипсовый слепок, бисквит
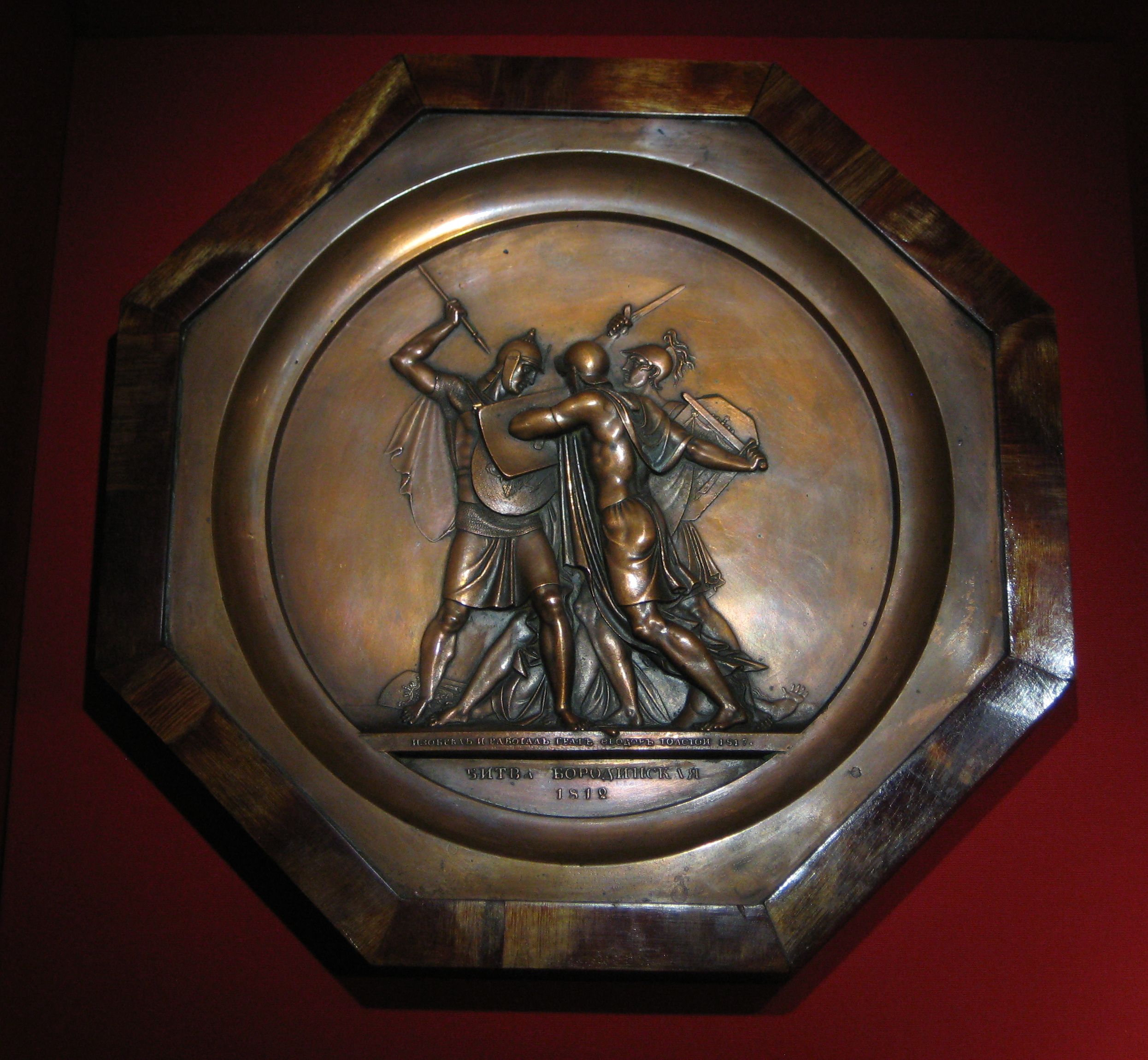
Большая медаль, высокий рельеф (1834-37)
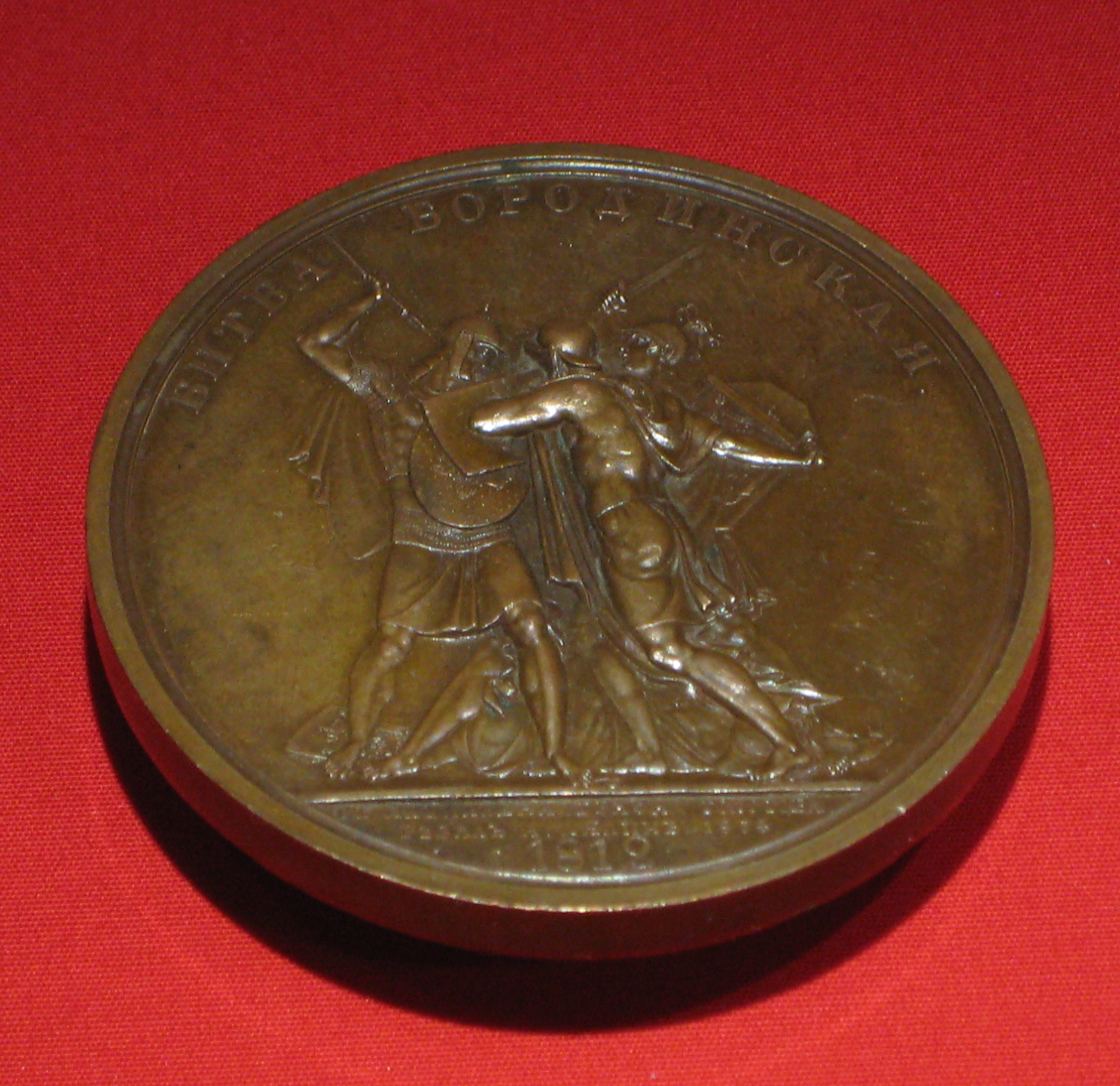
Маленькая медаль, низкий рельеф
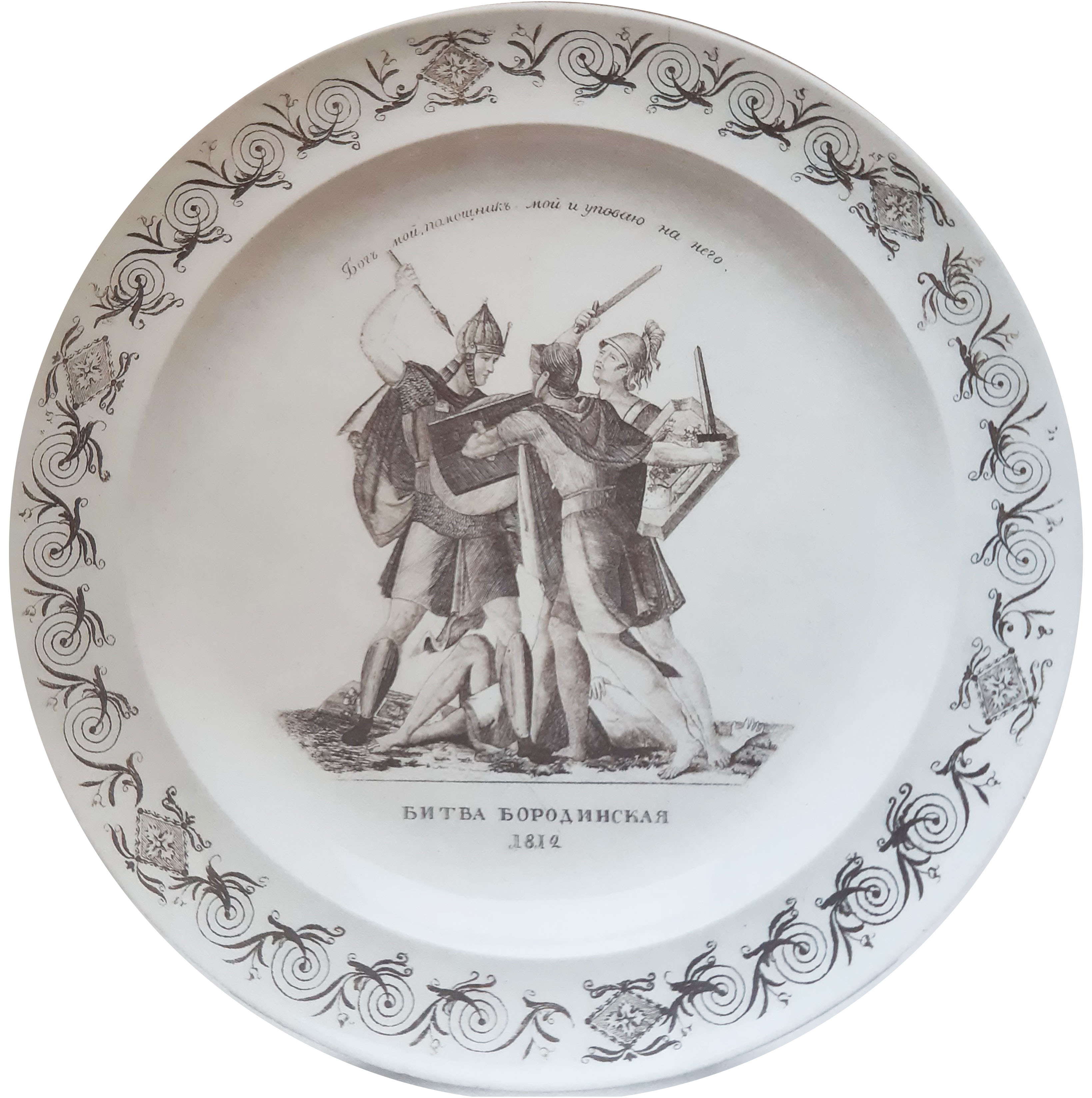
Тарелка, веджвудская фабрика

«Популярность медалей Ф. П. Толстого, посвящённых Отечественной войне 1812 года, была велика и сохранялась на протяжении долгого времени. К памятным датам событий войны их воспроизводили в самых различных материалах — гипсе, бронзе, меди, фарфоре, силикатной (опаковой) массе, стекле. В мастерской резьбы и шлифовки Императорского стеклянного завода создается серия хрустальных тарелок, декорированных по борту „алмазной разделкой“, а по центру (зеркалу) обработанных серебряной протравой (цементация), которая окрашивала поверхность стекла в золотисто-медовый цвет. На этом тёплом цветном фоне осуществлялась матовая бесцветная гравировка, сюжеты которой копируют оригиналы памятных медалей»
«Появление этих медалей стало большим событием в художественном мире Европы. Толстой был избран членом Венской и Прусской Академий художеств. На Всемирной Лондонской выставке он получил медаль. Академиком Лялиным и художником Клепиковым были вырезаны с медальонов, под наблюдением самого графа, штемпеля, оттиски с которых по распоряжению императора были посланы за границу знаменитым особам. Штемпеля хранились на Монетном дворе, где с них изготавливались оттиски для продажи. Три таких медальона хранятся в справочно-информационном фонде Санкт-Петербургской бумажной фабрики „Гознака“».
Позже Толстой исполнил другие серии медалей, посвящённых войне с Персией и Турцией. Всего, помимо двух исторических серий, Федор Толстой исполнил 26 медалей к различным знаменательным датам и событиям.

## Содержание
В основном, это символические фигуры, изображающие русское войско и народное ополчение, а не конкретных лиц. Толстой старался, чтобы «всякий, смотря на готовую медаль, мог узнать, не прибегая к подписи, на какой случай она выбита».

### Медали
| №    | Илл. | Название                                  | Описание | Девиз                                                                               |
| ---- | ---- | ----------------------------------------- | --- | ----------------------------------------------------------------------------------- |
| 0    |      | «Родомысл девятого на десять века»        | Аверс прочих медалей. На щите изображена сцена битвы под Лейпцигом. Александр I изображен в военном древнеславянском костюме в виде славянского божества войны Родомысла. |                                                                                     |
| 1    |      | «Народное ополчение»                      | Московское народное ополчение Россия облеченная в одежду жены Россиянки, возбужденная гласом царя своего, сидит на возвышенном месте. В очах её блистает любовь к отечеству. Взор её помрачен печалью, но спокоен надеждою на Бога и на мужество сынов своих. Одною рукою опершись на щит, изображающий Государственный герб, другою раздает она мечи народу. Три, единодушием соединенные сословия, в лице дворянина, купца и поселянина, спешат принять оружие из рук её, с тем усердным, нетерпением, какое поревает их лететь на службу и спасение отечества. Поверженные у подножия России сосуды, злато и прочие драгоценности, напоминая о временах Минина и Пожарского, являют что и ныне дух Россиян, в пожертвованиях для обороны отечества имуществом и жизнию, не уступает духу предков своих. По композиции сродни картине «Клятва Горациев». | С крестом в сердце, и с оружием в руках, ни какие человеческие силы не одолеют нас. |
| 2    |      | «Битва Бородинская»                       | Бородинское сражение (26 августа (7 сентября) 1812 года) Русский в броне Славенина стоит твердо против нападающих на него трех врагов, из которых единого низверг к стопам своим, двух же других сильною мышцею и крепким щитом отразил и удержал на время. Три нападающих лица представляют втрое превосходящую неприятельскую силу, из коей падший воин показывает истребленную и сокрушенную часть. | Бог мой, Помощник мой и уповаю на него.                                             |
| 3    |      | «Освобождение Москвы»                     | Захват Наполеоном Москвы Москва в виде измученной и утомленной страданиями жены, сидит сложа крестообразно руки, на развалинах еще дымящихся зданий. Русский воин, вооруженный щитом веры, поражает мучителя её, держащего в руках орудия злодейства: кинжал и пламенник. Лютый враг, полунагий, изъявляющий то жалкое состояние, в каком при изгнании из Москвы находились французы, падает к стопам её. При сем виде освобожденная Москва возводит к небесам окропленные слезами благодарные взоры, и лице её сквозь печаль просиявает радостию видеть себя, что она страданиями своими спасает Россию и Европу. | Да воскреснет Бог и расточатся врази его.                                           |
| 4    |      | «Бой при Малом Ярославце»                 | Сражение под Малоярославцем (24 октября 1812 года) Превосходная неприятельская сила представляется в трех лицах или частях, из коих одна, пораженная пала к стопам победоносного Российского воина, стоящего твердо с мечом и со щитом в руках; другая, терзаемая настоящим и будущим страхом, обращается с ужасом в бегство; третья, напрягшая всю силу руки своей для нанесения удара, но по сокрушении меча своего об меч Российский, с потупленною главою опрокидывается вспять: тако ярящаяся волна, ударяясь о каменную скалу, отступает от ней в мелкие брызги рассыпанная. | Чей меч не сокрушится о скалу народной твердости.                                   |
| 5    |      | «Трехдневный бой при Красном»             | Сражение под Красным (3-6 ноября 1812) Российский воин, в праведном гневе своем за нанесение толиких зол отечеству его, рассеивает, карает противные силы. В левой руке держит он исторгнутые им у неприятелей мечи. Правою рукою разит бегущего с ужасом и злобою врага, тщетно щитом своим от него заслоняющегося. Позади его видны падшие на колени пленники. У ног его лежат трупы; шлемы и жезл предводительствовавшего неприятельскими войсками Маршала Даву. | Враг мой и Бога моего! поля и горы да намокнут кровию твоею                         |
| 6    |      | «Сражение при Березине»                   | Сражение на Березине (26-29 ноября 1812) Русский воин, смотря на повсеместную окрест себя погибель и разрушение, уже не столько с воспламененным от гнева, сколько с сокрушенным от жалости сердцем восклицает: тако погибают враги Отечества моего! | Тако погибают враги отечества моего!                                                |
| 7    |      | «Бегство Наполеона за Неман. 1812»        | От Березины до Немана Увенчанный осокою баснословный старец, опершийся на урну, из которой льется вода, представляет реку Немен. Оковы его показывают, что она в сиe время покрыта была льдом. Наполеон едва обернутый в легкое развеваемое ветром одеяние переступает чрез неё. Позади его на берегу реки видны шлем, щит и меч его, в знак совершенной потери всего, что с ним в пределы Российские вступило. Он с ужасом озирается вспять, и при первой надежде спасения своего, как бы от страшного сна пробужденный, едва случившемуся с собою может верить. | Бежит! громом падения сил своих устрашенный.                                        |
| 8    |      | «Первый шаг Александра за пределы России» | Александр Первый, облеченный силою и доблестию, на быстром коне, попирающем шипящих змей зависти и злобы, с обнаженным в деснице мечем и с Оком Провидения на щите, путеводимый мудростию и правдою, летит за предел России. Слава, подвиги Его увенчевать спешащая, едва в след за ним успевает. | Благословен грядый во имя Господне.                                                 |
| 9    |      | «Освобождение Берлина»                    | Россиянин подняв меч разит падшего на колено и заслоняющегося щитом своим Француза; гонит его из Берлина, Прусской Столицы, которая, в виде жены, отвращается с ужасом от лютого притеснителя своего, и простирает с радостию руки свои к притекшему на помощь ей Избавителю. | Восстани и ходи.                                                                    |
| 10   |      | «Тройственный союз»                       | Император Российский Александр Первый сопрягшийся уже дланию дружбы с Королём Прусским Вильгельмом третьим, оба приемлют простертую к ним десницу Австрийского Императора Франца первого. Александр в знак правости дела и чистоты намерений своих воздвигает на небо руку. Тако три Венценосца, сильнейших в Европе, внемля гласу Божию во глас народов своих, заключают во имя Святыя Троицы неразрывный, свыше благословляемый тройственный союз. | Во имя Святыя Троицы.                                                               |
| 11   |      | «Сражение на высотах Кацбахских»          | Два ополченные воина, Россиянин и Пруссак, первый в одежде Славянина, второй в броне древнего Германского рыцарства, поправ неприятелей, текут по трупам их дружно к новым подвигам и победам. | Пойдем дружно по трупам и костям их.                                                |
| 12   |      | «Бой при Кульме».                         | Сражение под Кульмом (29—30 августа 1813) Российский воин с великим напряжением сил, каковое должен был иметь при одержании победы над толь превосходнейшим против себя неприятелем, вырывает меч у поверженного им врага, мечтавшего войти в Прагу с победоносными войсками, но посланного чрез неё пленным в Москву. | Отдай меч твой! и вниди в Прагу не победителем, но пленным.                         |
| 13   |      | «Битва при Лейпциге».                     | Битва народов (16—19 октября 1813 года) Все неприятельские силы низложены, истреблены, пали под свинцовою палицею мужественной руки. Поле сражения покрыто грудами тел. Россиянин стоит твердо, возвышаясь как кедр посреди низверженных бурею вокруг его древес. В одной руке держит он опущенный после победы меч, в другой сидящего на щите двуглавого Российского орла, в знак избавления и покрова народам по его подвигу и мановению возникшим, и при его помощи устремившимся, да свергнут с себя иго, под коим угнетаемы были преобладающею над ними силою и властию. | Се решена участь Европы и свобода царств.                                           |
| 14   |      | «Освобождение Амстердама»                 | Вооруженный мечом Русский воин, единою рукою поражая поверженного к ногам своим врага, другою, держащею щит, дружественно покрывает подносящую эту ключи от града Голландскую в виде жены столицу, и утешая вещает ей: под щитом моим успокойся. | Под считом моим успокойся.                                                          |
| 15   |      | «На переход за Рейн»                      | Российский воин с подъятым к небу мечом, призывая в помощь Бога, взирающего на чистоту намерений, переступает твердою ногою с одного берега Рейна на другой. Река сия изображена текущею из урны, обвитой лозою винограда, в знак главнейшего произрастения на берегах оной. | Иду, несу меч мой, да сокрушу дух брани и водворю мир в людях.                      |
| 16   |      | «Сражение при Бриенне»                    | Сражение при Бриенне (29 января 1814) Поверженный к ногам Русского воина неприятель закрывает себя щитом от наносимых ему ударов. На щите его в виде женщины изображен город Бриена или самая Франция, воспитывающая Дракона. Победоносный воин прободает копием своим сего угнездившегося в ней змия, да разрушением силы и власти его освободит от него Францию. | Поражая спасаю тебя.                                                                |
| 17   |      | «Бой при Арсис-сюр-Об»                    | Сражение при Арси-сюр-Обе (20—21 марта 1814) Русский воин в образе Геркулеса, не видя конца вражде и зломыслию стоглавой беспрестанно возраждающейся в силах своих гидры, отброся в нетерпении меч свой и копие, берет палицу и мощными руками поражает всеобщего врага, тщетно силящегося восстать и бесполезно подставляющего под удары его хрупкий свой щит. | Погибни вражда и зломыслие.                                                         |
| 18   |      | «Сражение при Фер-Шампенуазе»             | Сражение при Фер-Шампенуазе (25 марта 1814) Российский воин на коне топчет и попирает поверженного врага. С презрительною на лице, улыбкою пронзает он громоносным копием своим щит и грудь падшей, но еще скрежещущей на него злобы. Валяющиеся в прахе шлемы, щиты и трупы, являют великость дел его и подвигов. | Да лягут буйство и гордость под копытами коня моего.                                |
| 19   |      | «Покорение Парижа»                        | Россиянин с копием в руке подносит падшей на колени пред ним Французской столице масличную ветвь. Усеянное вкруг неё мертвыми телами и сокрушенными оружиями поле являет бывшее пред тем жестокое сражение. Вместе же сии пожатые им лавры с оливою показывают, что колико гнев его страшен в брани, толико дух его кроток в победе. | Пожар Москвы потухает в стенах Парижа.                                              |
| (20) |      | «Мир Европе»                              | В 1836 году, когда по серии рельефов Толстой сделал медали, нулевая («Родомысл») пошла на аверс, и в замену ей Толстой придумал «Мир Европе». |                                                                                     |

- 4 дополнительных медальона (1836—1837 гг.). Предполагалось поместить медальоны в 4 свободных места в Александровском зале Зимнего дворца:
  - «Занятие Варшавы»
  -  «Взятие Бремена»
  -  «Взятие Касселя» 
  - «При Тоссе Александр I вырывает победу у Наполеона»

Также упоминаются его медали «На восстановление Европейского мира», «В память манифеста Императора Александра I».

## Характеристика

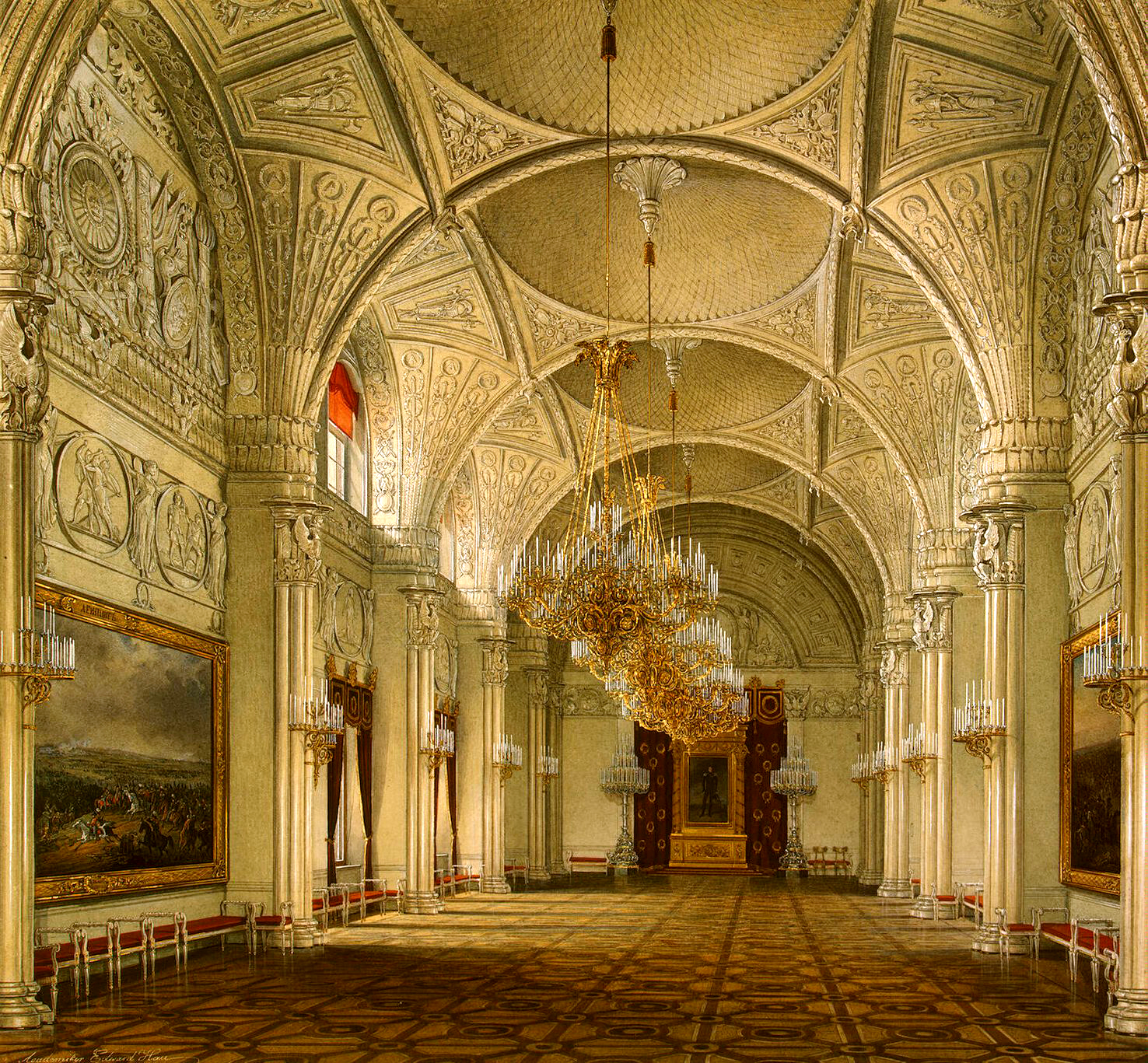
Александровский зал Зимнего дворца

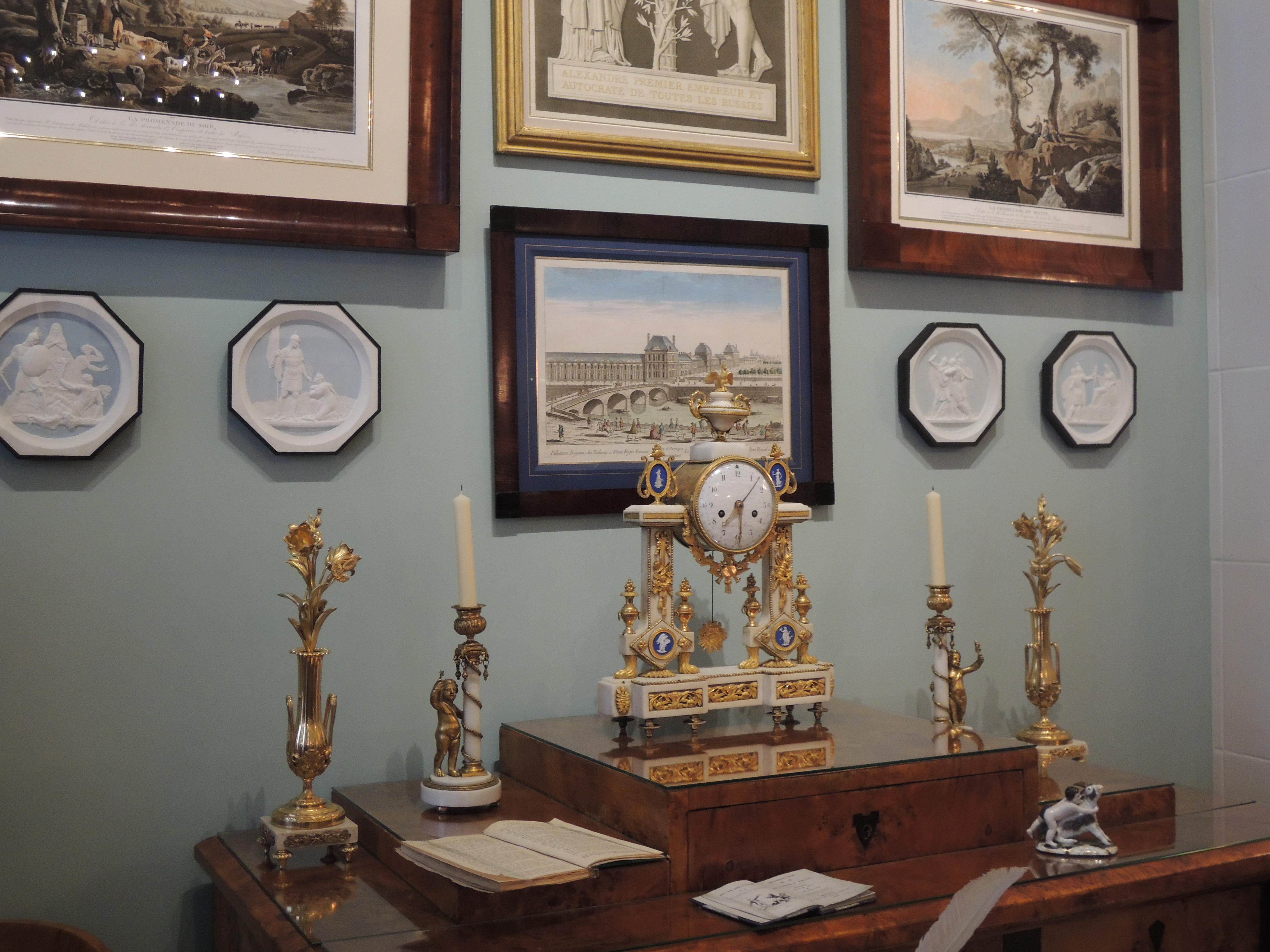
Медальоны в оформлении интерьера 1820-х годов (Дом-музей В.Л. Пушкина на Старой Басманной

«Для Толстого характерно чрезвычайно тонкое чувство скульптурного объема на плоскости. Художник умело дает почувствовать трехмерность фигуры, её объемность, оперируя художественными средствами рельефа при строгом сохранении архитектоники медали. (…) Своеобразие медальерного искусства Ф. Толстого заключается в сложном органическом сочетании монументальности, образности, простоты изображения с жизненной правдивостью образа, целостностью мировосприятия. При изучении особенностей творческого метода художника улавливается родственность его стиля со столь же своеобразным и самобытным искусством Чарлза Камерона. Творчество Камерона внесло в холодный рационализм классицизма живую струю, наполнило его трепетом жизни, глубоким эмоциональным чувством, человеческой теплотой и интимностью. (…) Творчество Федора Толстого определило целую эпоху в развитии русского медальерного искусства периода классицизма и наметило путь развития реализма в русской медали. В серии медальонов, посвященных Отечественной войне 1812 года, Толстой выявил широкие изобразительные возможности медали. В лучшем, что создал художник, присущая медали известная иносказательность сочетается с глубокой одухотворенностью и правдивостью в передаче героических образов. В творческом осмыслении медали, стремлении к наиболее полному раскрытию её изобразительных возможностей заключена большая сила и значимость искусства Федора Толстого».

## Использование

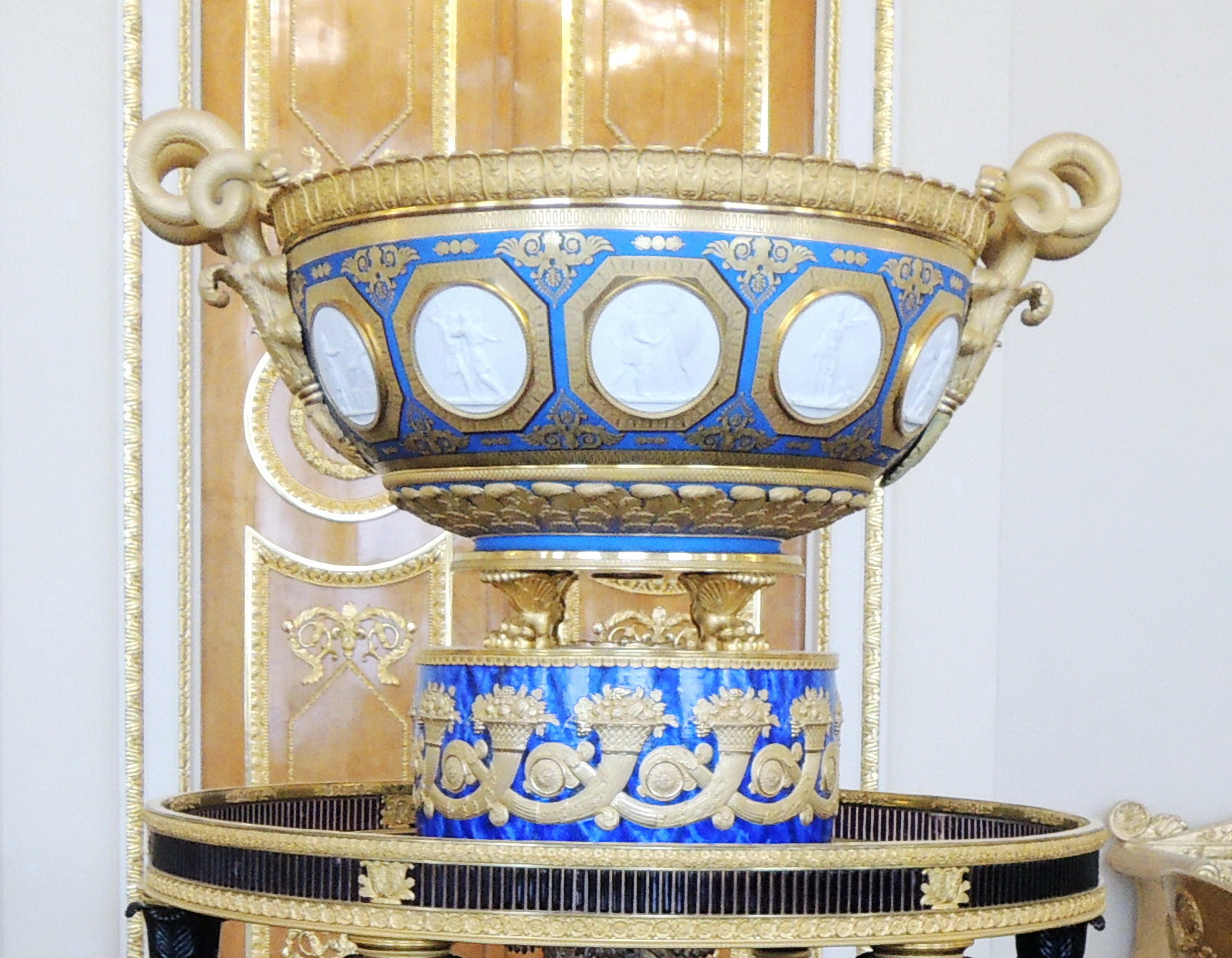
Ваза в ГРМ

- Медальоны использовались в одном из вариантов проекта Александровской колонны.
- В 1838—1839 годах увеличенные повторения были включены в архитектурное оформление стен Александровского зала Зимнего дворца[1].
- Увеличенные повторения были использованы для украшения Кадетского корпуса.
- В Государственном Русском Музее, в Белом зале, находится ваза с 10 медальонами-оттисками, изготовленная в 1860 году, представляет собой образец эклектизма.